# جوني هورتون
جوني هورتون (بالإنجليزية: Johnny Horton) هو موسيقي وكاتب أغاني ومغني أمريكي، ولد في 30 أبريل 1925 في لوس أنجلوس في الولايات المتحدة، وتوفي في 5 نوفمبر 1960 في مقاطعة ميلام في الولايات المتحدة بسبب حادث مرور.

## وصلات خارجية
- جوني هورتون على موقع IMDb (الإنجليزية)
- جوني هورتون على موقع ميوزك برينز (الإنجليزية)
- جوني هورتون على موقع أول ميوزيك (الإنجليزية)
- جوني هورتون على موقع ديسكوغز (الإنجليزية)
- جوني هورتون على موقع قاعدة بيانات الفيلم (الإنجليزية)